# 국립고문서학교
국립고문서학교(École nationale des chartes), ENC는 1821년 개교한 프랑스의 그랑제콜로, 역사보조학을 교육하는데 중점을 둔다. 2016년 9월 1일부로 학장은 미셸 뷔브니세크이다.
고등교육 담당 장관의 감독하에 있는 국립고문서학교는 그랑제타블리스망의 지위를 지니며, 파리 문리대학교(PSL)의 "소속기관"이다. 국립고문서학교는 2017년부터 파리 2구 리슐리외 가 65번지에 위치하는데, 이전까지는 오랫 동안 소르본에 소재지를 두었고(1897년-2017년), 그 이전에는 오텔 드 수비즈에(1846년-1897년), 그리고 콰드릴라테르 리슐리외(1830년-1846년)에 위치했었다.
국립고문서학교는 가장 명성있는 유럽의 교육 기관 중 하나이다. 국립고문서학교 학생이었던 이로는 두 노벨문학상 수상자(프랑수아 모리악과 로제 마르탱 뒤 가르), 수많은 아카데미 회원들과 연구자, 고위 공무원이 있다.